# Bulaklı
Bulaklı (kurd. Memkan) ist ein Dorf im Landkreis Yüksekova der türkischen Provinz Hakkâri. Bulaklı liegt in Südostanatolien auf 1.890 m über dem Meeresspiegel, ca. 13 km südwestlich von Yüksekova und östlich des Uludoruk.
Der Name der Ortschaft Bulaklı bedeutet Mit Quelle.  Der ursprüngliche Name Memkan ist beim Katasteramt registriert.
Im Jahre 2000 lebten 237 Menschen in Bulaklı. 2009 hatte die Ortschaft 298 Einwohner.